# This Is My Truth Tell Me Yours
This Is My Truth Tell Me Yours je páté studiové album velšské rockové skupiny Manic Street Preachers. Jeho nahrávání probíhalo v letech 1997 až 1998 v různých studiích ve Francii a Walesu. Album produkovali Mike Hedges a Dave Eringa a vyšlo v září 1998 u vydavatelství Epic Records.
Píseň „Ready for Drowning“ pojednává o vesnici Treweryn, která byla v šedesátých letech dvacátého století zatopena kvůli vytvoření přehradní nádrže. Dále jsou zde odkazy na velšskou komunitu v Patagonii. Bradfield tuto píseň hrál ve filmu Beautiful Mistake za doprovodu hudebníka Johna Calea.
Magazín NME zařadil album na 24. příčku nejlepších alb roku 1998.

## Seznam skladeb
Hudbu složil(i) James Dean Bradfield a Sean Moore, texty napsal(i) Nicky Wire.
| Pořadí | Název                                           | Délka |
| ------ | ----------------------------------------------- | ----- |
| 1.     | The Everlasting                                 | 6:09  |
| 2.     | If You Tolerate This Your Children Will Be Next | 4:50  |
| 3.     | You Stole the Sun from My Heart                 | 4:20  |
| 4.     | Ready for Drowning                              | 4:32  |
| 5.     | Tsunami                                         | 3:51  |
| 6.     | My Little Empire                                | 4:09  |
| 7.     | I'm Not Working                                 | 5:51  |
| 8.     | You're Tender and You're Tired                  | 4:37  |
| 9.     | Born a Girl                                     | 4:12  |
| 10.    | Be Natural                                      | 5:12  |
| 11.    | Black Dog on My Shoulder                        | 4:48  |
| 12.    | Nobody Loved You                                | 4:44  |
| 13.    | S.Y.M.M.                                        | 5:57  |

## Obsazení
Manic Street Preachers
- James Dean Bradfield – zpěv, kytara, elektrický sitár, omnichord
- Sean Moore – bicí, programované bicí
- Nicky Wire – baskytara, zpěv, Hammondovy varhany

Ostatní hudebníci
- Nick Nasmyth – elektrické piano Wurlitzer, Mellotron, klávesy, klavír, Vox Continental, akordeon
- Martin Ditchum – perkuse
- Andy Duncan – perkuse
- Craig Pruess – sitár, tanpura
- Ken Barry – pískání
- Sally Herbert – housle, aranžmá
- Gini Ball – housle
- Anne Stephenson – housle
- Jos Pook – viola
- Claire Orsler – viola
- Padlock McKiernan – tin whistle
- Dinah Beamish – violoncello